# 1960年ローマオリンピックのフランス選手団
1960年ローマオリンピックのフランス選手団（1960ねんローマオリンピックのフランスせんしゅだん）は、1960年8月25日から9月11日にかけてイタリアの首都ローマで開催された1960年ローマオリンピックのフランス選手団、およびその競技結果。

## 概要
今大会は銀メダル2個、銅メダル3個の合計5個のメダルを獲得した。

## メダル
| メダル | 選手名               | 競技 | 種目      |
| ------ | -------------------- | ---- | --------- |
| 銀     | ミシェル・ジャジ     | 陸上 | 男子1500m |
| 銅     | アブドゥライ・セイエ | 陸上 | 男子200m  |